# Ricardo Mazacotte
Ricardo Mazacotte (Clorinda, Provincia de Formosa, Argentina; 9 de enero de 1985) es un futbolista argentino nacionalizado paraguayo. Juega como lateral por derecha y su primer equipo fue Nacional de Paraguay. Actualmente se encuentra sin club tras su paso por 1.º de Mayo de Formosa.

## Trayectoria
Debutó en la Primera División de Paraguay defendiendo los colores del Club Nacional en el año 2004.
En el 2005, estuvo a préstamo en el Club Sportivo Iteño, disputando varios partidos, y demostrando tener un gran futuro como futbolista.
Vuelve a su primer equipo, el Club Nacional, con el cual tuvo actuaciones destacadas en el marco del Torneo Clausura del año 2005.
En el segundo semestre del año 2008, es cedido a préstamo, al Club 12 de Octubre, club en el cual militaria hasta fines de ese año.
En 2009 se da su segundo regreso a su primer equipo, el Club Nacional, donde logra consolidarse como titular, teniendo destacadas actuaciones en el Torneo Apertura y Torneo Clausura del mismo año.
Siendo fundamental en el onceno albo, y titular inamobible, se consagra Campeón del Torneo Apertura 2011 dándole su octavo título al Club Nacional que en la misma fecha cumplía 107 años de vida institucional.
El campeonato obtenido y su gran desempeño como futbolista, le valió estar en los planes de un club argentino, Unión de Santa Fe, con el cual llegaría a un acuerdo, y ficharía en el segundo semestre del año 2012, para disputar el Torneo Inicial y el Torneo Final de la Primera División Argentina. En mayo del 2013, se concreta el descenso de su equipo a la Primera B Nacional, también conocida como la Segunda División del Fútbol Argentino.
En junio del 2013, se desvincula del club tatengue, para fichar por un grande del fútbol paraguayo, el Club Olimpia, de la Primera División de Paraguay. Llega al conjunto franjeado como refuerzo para las semifinales de la Copa Libertadores 2013, firmando un contrato por un año, con opción a compra.

## Clubes
| Club                      | País      | Año       |
| ------------------------- | --------- | --------- |
| Nacional                  | Paraguay  | 2004      |
| Sportivo Iteño            | Paraguay  | 2005      |
| Nacional                  | Paraguay  | 2005-2008 |
| 12 de Octubre             | Paraguay  | 2008      |
| Nacional                  | Paraguay  | 2009-2012 |
| Unión de Santa Fe         | Argentina | 2012-2013 |
| Olimpia                   | Paraguay  | 2013      |
| 3 de Febrero              | Paraguay  | 2014      |
| Nacional                  | Paraguay  | 2015      |
| Sol de América de Formosa | Argentina | 2016      |
| Deportivo Laferrere       | Argentina | 2016      |
| 1.º de Mayo de Formosa    | Argentina | 2017      |

## Selección nacional
En el año 2012 fue convocado por primera vez a la Selección de Paraguay e hizo su debut el 25 de abril en un amisto que terminó con victoria 1-0 sobre Guatemala, donde además marcó su primer y único gol. Ya por las Eliminatorias para el Mundial Brasil 2014, jugó su segundo y último partido en la derrota 3-1 como visitante ante Bolivia.

## Palmarés
| Título          | Club     | País     | Año  |
| --------------- | -------- | -------- | ---- |
| Torneo Apertura | Nacional | Paraguay | 2011 |